# 尼洛芙公主
尼洛芙公主    (鄂圖曼土耳其語：  ; 1916年1月4日—1989年6月12日）， 是一位奥斯曼帝国公主，母親阿迪勒·苏尔坦是穆拉德五世的孫女。1931年，她嫁給海得拉巴土邦末代王公阿萨夫·贾赫七世之次子莫扎姆·贾，後離婚。 